# Beattie Ramsay
William „Beattie” Ramsay (Kanada, Saskatchewan, Lumsden, 1895. december 12. – Kanada, Saskatchewan, Regina, 1952. szeptember 30.) olimpiai bajnok kanadai jégkorongozó.
Az 1910-es évek elején a Torontói Egyetemen kezdett el játszani komolyabban. 1915-ben megnyerték az Ontario Hockey Association junioroknak járó trófeáját. Miután kitört az első világháború, őt is besorozták, és Olaszországban szolgált a légierőnél. Visszatérve csatlakozott az egyetem senior csapatához, és 1921-ben megnyerték az Allan-kupát. 1923-ban már a Toronto Granitesben játszva nyerte meg a kupát.
Részt vett az 1924-es téli olimpián mint a kanadai válogatott védője. A csoportból nagyon könnyen jutottak tovább. A támadók összesen 85 gólt ütöttek 3 mérkőzésen. A döntő csoportban is egyszerű dolguk volt, és 3 mérkőzésen mindössze 3 gólt kaptak illetve 47-et szereztek.
Ez a kanadai válogatott valójában egy klubcsapat volt, a Toronto Granites, amely amatőr játékosokból állt.
Az olimpia után három évig edző volt a Princetoni Egyetemen. 1927-ben azonban visszatért játékosként, és a National Hockey League-ba szerződött a Toronto Maple Leafshez. 43 mérkőzést játszott és 3 gólpasszt adott. A szezon végén végleg visszavonult mint játékos, és 1936-ig edzőként dolgozott.